# Al-Ghafar
Al-Ghafar – wieś w Syrii, w muhafazie Idlib. W 2004 roku liczyła 2090 mieszkańców.